# Katxulka
Katxulka (en rus: Качулька) és un poble del krai de Krasnoiarsk, a Rússia, que el 2017 tenia 609 habitants.